# Умм Мабад
‘А́тика бинт Ха́лид аль-Хуза́‘ийя (араб. عاتكة بنت خالد الخزاعية‎) известная как Умм Ма‘бад (араб. أم معبد‎) — женщина из племени хузаа, которая жила во времена исламского пророка Мухаммеда и дала описание его внешности.

## Биография
Умм Мабад известна по истории, рассказанной в некоторых исламских источниках. В 622 году н. э. пророк Мухаммед отправился в переселение (хиджру) из Мекки в Медину. Мухаммед остановился возле её шатра. Его соратник Абу Бакр захотел молока от овцы (или козы), которая была тоща и не давала молока. Согласно преданию, Мухаммед погладил вымя овцы, после чего она дала много молока.
Затем она и её муж отправились в Медину вместе с её братом Хунайсом (или Хубайшем) ибн Халидом и приняли ислам. Её брат погиб при завоевании Мекки. Сама она скончалась в 644 году.